# Orden del León Dorado
La Orden del León Dorado (en alemán: Hausorden vom Goldenen Löwen) fue el más alto honor del Electorado de Hesse.

## Historia
La orden fue creada el 14 de agosto de 1770 por el landgrave Federico II de Hesse-Kassel y disponía de una sola clase al mérito. Fue puesta bajo el alto patronazgo de santa Isabel de Hungría, legendaria antepasada del fundador. La recompensa estaba reservada para cuantos fueran excelsos al servicio de la casa de Hesse. El príncipe elector Guillermo IX de Hesse-Kassel (devenido Guillermo I como elector de Hesse) extendió el número de los honrables dividiéndolos en tres clases a partir del 1 de enero de 1818.
Después de la ocupación de Hesse por parte de Prusia en 1866, la orden entró en la órbita prusiana y cuando se extinguió la casa de los Hesse-Kassel pasó a los Hesse-Darmstadt que tenían la regencia sobre el Gran Ducato de Hesse reunificado. Por ese motivo, la orden fue repatentada por el nuevo gobierno con decreto del 27 de agosto de 1875.
A la muerte del último príncipe de Hesse-Kassel, el gran duque Luis II, la orden dejó de ser concedida.

## Clases
La orden disponía de tres clases:
- Gran Cruz
- Comendador
- Caballero

| Cintas    |            |           |
| Gran Cruz | Comendador | Caballero |

## Insignias
- La venera de la orden consistía en una medalla de oro calada representando un león rampante encerrado en un anillo con la inscripción del motto de la orden "VIRTUTE ET : FIDELITATE" (virtud y fidelidad), mientras el reverso reportaba el nombre del fundador "FRIDERICUS II D.G. HASSIÆ : LANDGRAVIUS INSTITUIT : 1770" (1.er Modelo) o "WILHELMUS I : HASSIÆ ELECTOR : 1803" (2.° Modelo).

- La placa de la Orden reprensentaba las mismas decoraciones de la venera pero montadas sobre una estrella radiante de plata con ocho puntas.

- La cinta de la orden era de color carmesí.

### Galería
|                                        |                                                                            |                                                                         |                                                                                          |
| Banda, Venera y Placa de la Gran Cruz. | Placa de la Gran Cruz (Museo de Órdenes de Caballería de Tallin, Estonia). | Venera de la Orden (Museo de Órdenes de Caballería de Tallin, Estonia). | Alexis, Landgrave de Hesse-Philippsthal-Barchfeld luciendo la banda y placa de la Orden. |

## Notables receptores
- Arthur Wellesley, 1.er duque de Wellington
- Juan Augusto de Wied
- Federico III de Hesse-Kassel-Rumpenheim
- Ludwig Wilhelm Gayling von Altheim
- Carl Friedrich Buderus von Carlshausen
- Otto von Porbeck
- Martin Ernst von Schlieffen
- Friedrich von Schuckmann
- Heinrich Thomas von Karcher
- Johann Erhard Prieger
- Wilhelm von Dörnberg
- Georg von Wedekind